# Drukarka wierszowa

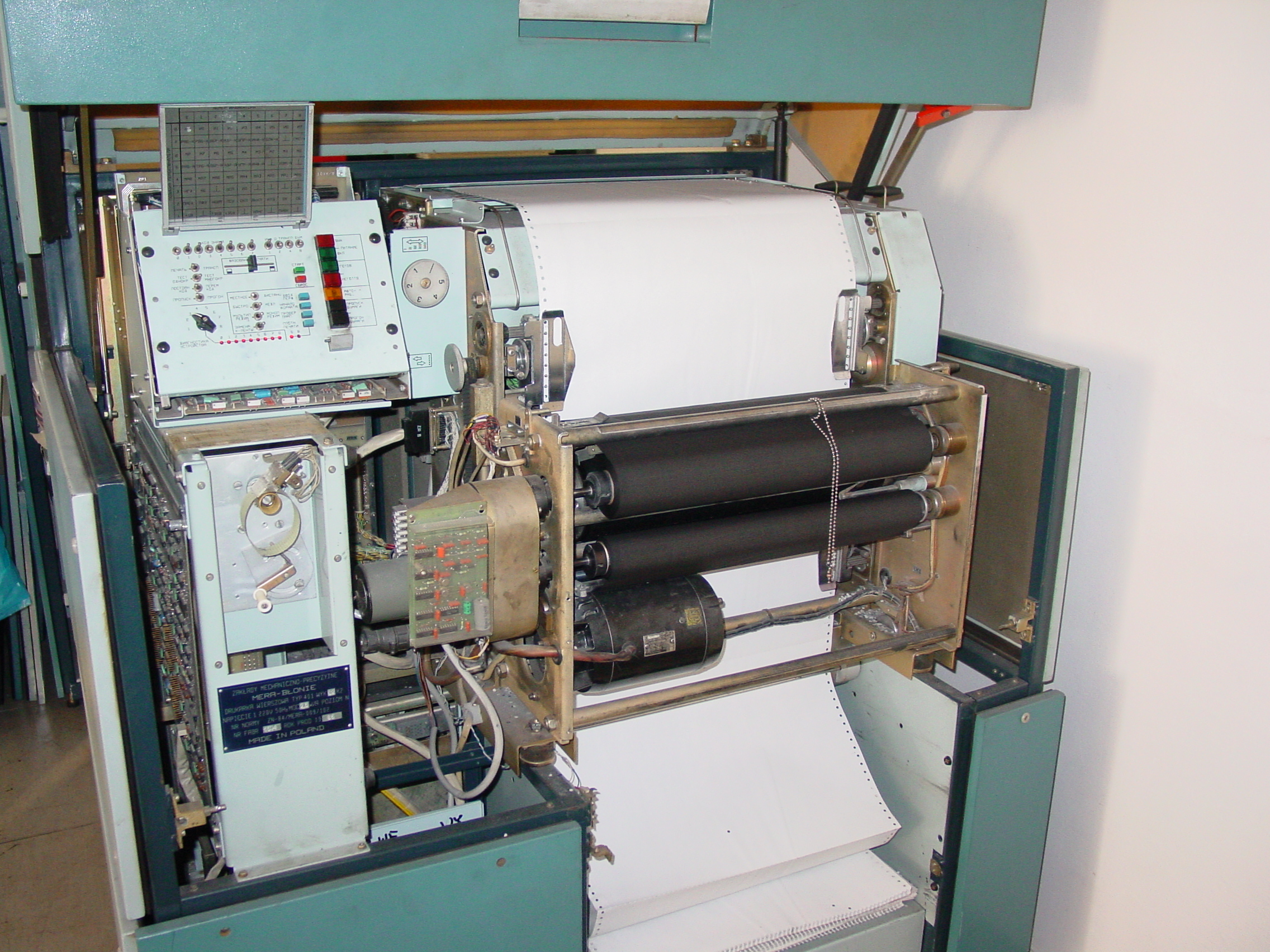
Wnętrze polskiej drukarki wierszowej DW-401 firmy ZMP Mera-Błonie (rok produkcji 1985)

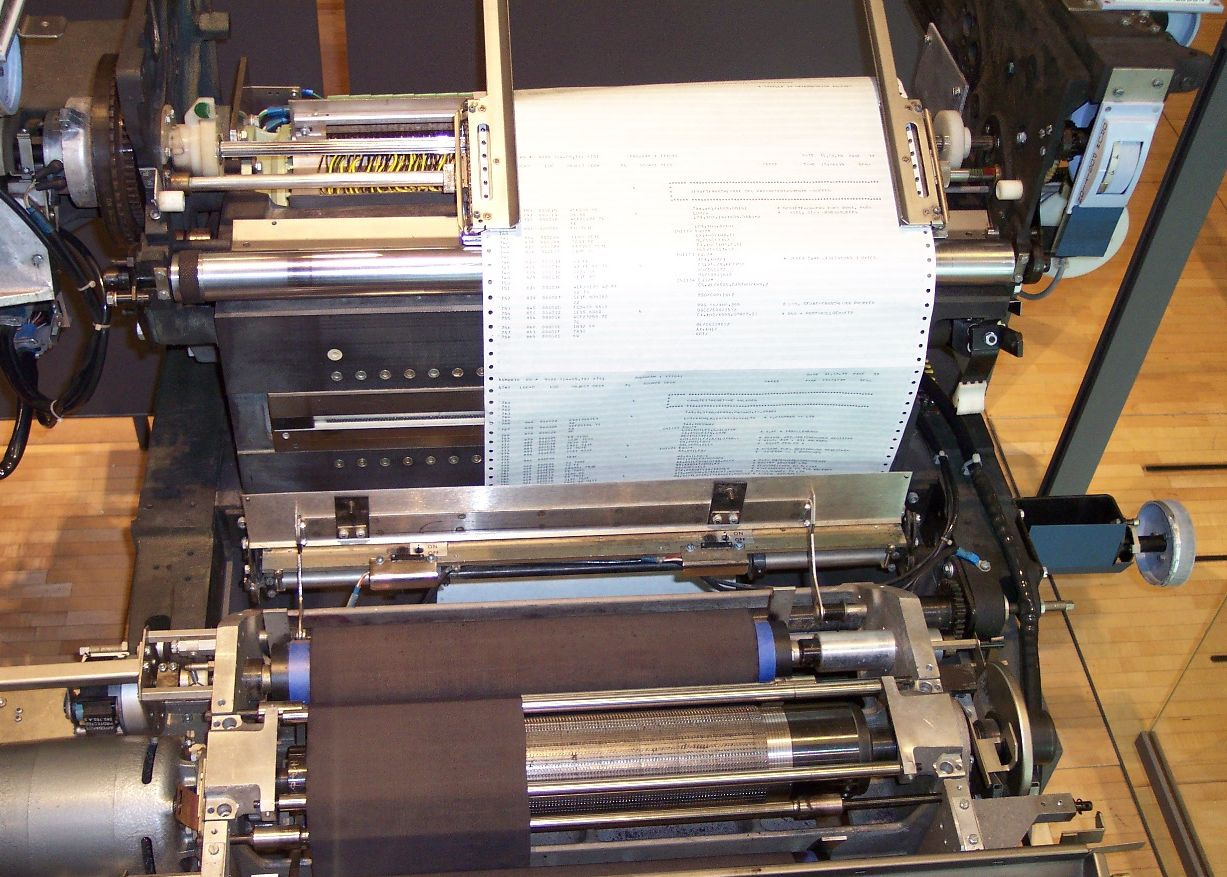
Drukarka wierszowa Honeywell

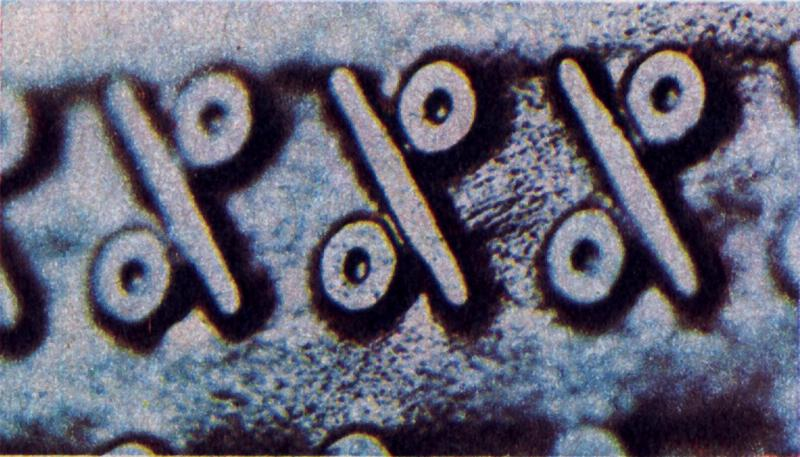
Fragment bębna z czcionkami –
widoczny rząd czcionek ze znakiem %

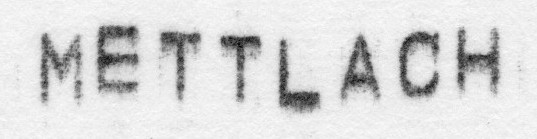
Charakterystyczny dla drukarki wierszowej, jeśli nie była regularnie serwisowana, nierówny wiersz wydruku

Drukarka wierszowa – drukarka o wysokiej wydajności, pracująca w trybie znakowym, drukująca podczas jednego obrotu bębna czcionkowego całe wiersze tekstu.
Drukarka wierszowa drukuje za pomocą młoteczków uderzających w czcionki umieszczone na obrotowym bębnie, na papierze z obustronną perforacją (typu „składanka”), umieszczonym na ciągnikach. Jest zdolna do drukowania w kilku kopiach jednocześnie, służy do realizowania bardzo dużych zadań – np. listy płac w dużych zakładach pracy, wyciągi kont bankowych, raporty połączeń telefonicznych itp. Dostępność znaków limitowana jest wykonaniem bębnów drukujących.
Ze względu na zasadę działania drukarki wierszowe były jednymi z najgłośniejszych urządzeń peryferyjnych komputerów. Są stosowane ze względu na wysoką wydajność i względną prostotę działania.
Drukarki wierszowe, stosowane z systemami mainframe, wypierane są przez drukarki laserowe.

## Zasada działania
W drukarce wierszowej wirujący bęben z wypukłymi wzorami znaków zsynchronizowany był z rzędem młoteczków, od których był oddzielony szeroką taśmą barwiącą (szerokości całego wiersza) i papierem. Młoteczki poprzez papier i taśmę barwiącą uderzały w bęben ze znakami, przy czym każdy z nich uderzał w momencie, w którym w cyklu obrotów bębna znajdował się pożądany znak.
Liczba znaków w wierszu ograniczała maksymalną szerokość papieru, natomiast na obwodzie bębna znajdowały się 64 znaki: wszystkie wielkie litery alfabetu łacińskiego – nie spotykało się drukarek z literami małymi – cyfry, znaki specjalne oraz – w niektórych wykonaniach – znaki narodowe.
Szerokość bębna (a zatem i taśmy barwiącej, i zadrukowywanego papieru) wynosiła zazwyczaj 80, 100, 128 lub 160 znaków. Dostępny był tylko jeden krój czcionek i musiały być one wszystkie jednakowej szerokości określonej konstrukcją bębna i młoteczków.
Maksymalna prędkość druku drukarek wierszowych wynosiła zazwyczaj około tysiąca wierszy na minutę. Oznacza to, że różnice czasów uderzania poszczególnych młoteczków wynosiły wielokrotności około 0,001 sekundy, a niedokładność synchronizacji widoczna była na wydruku w postaci chaotycznego układu znaków w wierszu (niektóre za wysoko, inne za nisko), a nawet – przy znacznym rozregulowaniu – jako wydruk, w którym występowały znaki nieprawidłowe (np. zamiast cyfry 5 – „czwórka” lub „szóstka”, albo zamiast Q – litery sąsiednie, tj. P lub R).
Polskie drukarki posiadały dwie prędkości obrotowe bębna:
- wyższą – o wydajności 20 wierszy na sekundę, o gorszej jakości druku;
- niższą – dwa razy wolniejszą, o lepszej jakości druku.

## Odmiany konstrukcji
Mera-Błonie w połowie lat 80. XX w. rozpoczęła produkcję drukarek z tacą młotków „magnetoelektrycznych”. W poprzednich wersjach młotek był kawałkiem metalu przypominającym literę T, odpowiedni fragment młotka przyciągany był przez cewkę elektryczną, zamontowaną na tacy. W nowszej wersji cewka była wtopiona w młotek, taca składała się z wielu magnesów ze szczelinami, w których znajdowały się owe młotki. Przepływ prądu przez cewkę wywoływał podobny efekt jak w ustroju miernika – wychylenie młotka.
Inną wersją są drukarki wykorzystujące zamiast bębna z czcionkami – taśmę stalową. W ten sposób osiągnięto oszczędność materiału, masy drukarki itd., a także nieco większą szybkość wydruku. Na taśmie, podobnie jak na powierzchni bębna znajduje się „wytłoczony” zestaw czcionek – jednak sporo bogatszy. Znajduje się na niej także zestaw „kresek” służący do synchronizacji ruchu taśmy z elektroniką drukarki. Taśma w postaci pętli znajduje się w ciągłym ruchu, młotki sterowane układami drukarki uderzają w odpowiednich momentach.
 Drukarki tego typu (już nie polskie) są nadal w użyciu w Polsce przy wydruku na papierze wielowarstwowym.